# José Luis Sierra Villarreal
José Luis Sierra Villarreal (Tepic, México, 1948) es un sociólogo, investigador, analista político y periodista mexicano, nacido en el estado de Nayarit, pero avecindado desde 1979 en Mérida, Yucatán, donde desempeña su tarea crítica y de cuestionamiento al poder público. En su juventud, durante los acontecimientos hoy referidos como la guerra sucia en México, ocurridos durante los años del gobierno de Luis Echeverría Álvarez, fue encarcelado siete años en Monterrey, Nuevo León, acusado de sedición y asalto a mano armada, entre otros delitos, pero en el fondo, por su actividad de combatiente ideológico. Fue, más tarde, amnistiado en la administración del presidente José López Portillo. Es esposo de Dulce María Sauri Riancho, la primera mujer gobernadora del estado de Yucatán.

## Juventud
A los 10 años de edad, con la familia integrada por sus padres y 7 hermanos, se trasladó a Guadalajara, donde ingresó al Instituto de Ciencias, colegio Jesuita del cual egresó en 1965 al concluir la Preparatoria. Se destacó en aprovechamiento y deportes; participó en el Club de Alpinismo y en las labores sociales promovidas por los grupos apostólicos jesuitas.
En el verano de 1965 ingresó al Instituto Tecnológico de Estudios Superiores de Monterrey. Se inscribió a la carrera de Ingeniero Mecánico Electricista. En 1967 dio muestra de su capacidad de liderazgo encabezando la planilla (PSI) para participar en las elecciones de la Federación Estudiantil del ITESM (FETEC), las que ganó. Bajo su presidencia el TEC se acercó por vez primera a los movimientos sociales y estudiantiles de las instituciones públicas, destacadamente la Universidad Autónoma de Nuevo León. En el otoño de 1968 la FETEC participó con los estudiantes de la UANL en las movilizaciones realizadas durante el movimiento estudiantil que fue duramente reprimido en Tlatelolco.
Otros jóvenes estudiantes del ITESM que habrían de colaborar con Sierra Villarreal fueron cimbrados por el Movimiento del 68, como Ignacio Salas Obregón, alumno de ingeniería civil quien fue elegido presidente del naciente Movimiento Estudiantil Profesional (MEP), organizado por la Iglesia católica como alternativa a la Asociación Católica Juvenil Mexicana (ACJM). La dirigencia nacional de Salas Obregón coincidió con la de Carlos Castillo Peraza en la ACJM. De hecho, quien más tarde fue dirigente nacional del PAN tuvo una relación estrecha con quienes encabezaron la insurgencia armada en México en aquellos años de guerra sucia que siguieron al movimiento estudiantil del 68.
El liderazgo de JLSV entre la comunidad escolar fue percibido como una amenaza por los representantes del Grupo Monterrey bajo cuyo patrocinio se había fundado el ITESM. En diciembre de 1968, bajo el pretexto de los excesos verbales cometidos en una fiesta estudiantil organizada por la Federación, las autoridades del ITESM decidieron proceder a la expulsión de JLSV y otros 6 compañeros. Esta arbitraria decisión fue respondida con una huelga estudiantil en las instalaciones del "Tec", a la cual además de los alumnos se sumaron padres de familia.
Además de la expulsión, JLSV sufrió la pérdida de su documentación escolar, eliminando así cualquier antecedente académico de su paso por el ITESM, a pesar de estar a punto de culminar sus estudios como Ingeniero Mecánico Eléctrico.
Don Roberto Guajardo Suárez, destacado personaje líder de organizaciones empresariales, en particular de la Coparmex, brindó a Sierra Villarreal un empleo en la institución en la Ciudad de México, a donde se dirigió después de una breve estadía en Querétaro, como trabajador de una fábrica de implementos agrícolas. Asimismo, intervino ante las autoridades escolares de la Universidad Iberoamericana para que Sierra Villarreal pudiese inscribirse en la Escuela de Sociología en el otoño de 1969.

## Años de lucha
El impacto profundo del Movimiento del 68 marcó intensamente a los aparentemente lejanos y desmovilizados jóvenes de las universidades privadas. Sumadas al Concilio Vaticano II, las secuelas del 68 generaron condiciones para que una generación de jóvenes cristianos, destacados por su liderazgo, tomaran la opción de los pobres enarbolada por la entonces naciente Teología de la liberación.
Así, Sierra Villarreal junto con Salas Obregón y Carlos Garza Falla se trasladaron a vivir en diciembre de 1969 a la calle de Macorina, ubicada en el kilómetro 14.5 de la carretera a Puebla, en la entonces misérrima periferia de Ciudad Netzahuálcóyotl.
El 10 de junio de 1971 fue reprimida brutalmente la marcha estudiantil que pretendía trasladarse a Tlatelolco. Este fue el detonante para que un grupo de jóvenes de distintos orígenes ideológicos y políticos asumieran que los cauces institucionales estaban completamente cerrados y que la única vía de acción se encontraba en el movimiento armado.
El 14 de enero de 1972 se realizó un asalto simultáneo a tres sucursales bancarias en la ciudad de Monterrey. José Luis Sierra fue inculpado como autor intelectual de uno de ellos. El 5 de febrero, en los Condominios Constitución fueron detenidos varios presuntos responsables como José Luis Rhi Sauci, otros heridos como Rosalbina Garavito y otros muertos. Unos días más tarde, el 11 de febrero, Sierra Villarreal fue detenido en Guadalajara junto con su esposa Dulce María Sauri con quien se había casado el 20 de diciembre de 1971 y trasladado al Penal de Topo Chico, en Monterrey.
Sierra Villarreal fue procesado por homicidio, lesiones, asociación delictuosa, robo, asalto y otros delitos en un proceso caracterizado por la total indefensión jurídica. Ningún abogado aceptó llevar el caso de los llamados “presos políticos” y cuando finalmente uno lo hizo, la encomienda fue sólo para llenar el requisito formal de la defensa. En primera instancia, en 1976, José Luis Sierra fue condenado a 25 años de prisión, sentencia confirmada por el Tribunal Superior de Justicia del Estado de Nuevo León dos años después.

## Cárcel
En septiembre de 1973, cuando llevaba más de 18 meses de prisión, fue muerto Don Eugenio Garza Sada durante un intento de secuestro en Monterrey, capital del estado de Nuevo León. Las autoridades pretendieron inculpar a José Luis Sierra, por los antecedentes del ITESM y del enfrentamiento que culminó con su expulsión y la huelga de hambre. Su esposa y su hermano fueron momentáneamente apresados. Sin embargo, los indicios recabados por la policía condujeron finalmente a los responsables materiales e intelectuales.
La vida en la prisión para los presos políticos se caracterizó por una zozobra permanente en cuanto a su seguridad. Sin embargo, José Luis Sierra logró ingresar nuevamente a la UIA como estudiante a distancia y concluir sus estudios de sociología. Además, aprendió a confeccionar bolsas y prendas de mezclilla.
Estando en prisión, su compañero y amigo, Ignacio Salas Obregón, había iniciado la formación de la Liga Comunista 23 de Septiembre, llamada así en homenaje a los caídos en el asalto al Cuartel Madera, Chihuahua en 1965. Salas Obregón fue detenido en abril de 1974 y desde entonces está desaparecido. Otros compañeros, como Ignacio Olivares, dirigente estudiantil de la UANL fueron brutalmente asesinados.

## Amnistía
El 1º de septiembre de 1978 el presidente José López Portillo anunció el envío de una iniciativa de ley de amnistía que incluyó a todos los presos procesados y sentenciados por hechos relacionados con movimientos políticos desde 1968. Aprobada en el ámbito federal, en Nuevo León se circunscribió a los presos que no hubiesen sido sentenciados por delitos de sangre (homicidio y lesiones), lo cual permitía la excarcelación de solo uno de los 28 recluidos.
La intervención del secretario de Gobernación, Don Jesús Reyes Heroles, ante el gobernador de Nuevo León, Pedro Zorrilla Martínez fue definitiva para recordarle enérgicamente a la autoridad estatal el sentido y la trascendencia de la iniciativa presidencial. Una nueva Ley de Amnistía fue aprobada en Nuevo León en noviembre de 1978, la cual hizo posible la salida de Sierra Villarreal de la prisión de Topo Chico después de casi 7 años.
El mismo secretario Reyes Heroles le facilitó la obtención de un empleo como investigador en el Instituto Nacional de Antropología e Historia, en su Centro Regional de Yucatán, a donde ingresó en enero de 1979, y que hasta la fecha desempeña, después de haber sido su Director Regional.

## Obras y actividad académica
Ha sido autor de diversas publicaciones y libros (ver bibliografía).
Maestro universitario de la Universidad Autónoma de Yucatán, Universidad Modelo, entre otras.
Como investigador de historia se ha especializado en el periodo prerrevolucionario de Yucatán y en los gobiernos revolucionarios de Salvador Alvarado y de Felipe Carrillo Puerto.

## Conducta contestataria
Su sentido analítico y profundamente crítico del poder público en su país y más recientemente en la entidad federativa de su adopción, Yucatán, expresado en artículos publicados en diversos medios, ha llevado en innumerables ocasiones, en un clima enrarecido por las pasiones políticas, a que Sierra Villarreal sea objeto de ataques personales y de agresiones de muy diversa índole. Su propia familia ha sido sujeta a la diatriba y en no pocas veces fue blanco de calumnias.

## Reconocimientos
En 1995 recibió la Medalla Yucatán como reconocimiento a sus aportaciones a la historia y la cultura de Yucatán, de manos del entonces gobernador, hoy extinto, Víctor Cervera Pacheco.

## Obra
Libros escritos por José Luis Sierra:
- El 10 de junio y la Izquierda Radical; Ed. Heterodoxia. México, 1971. Coautor.
- Hacienda y Cambio Social; Maldonado Editores/INAH. Mérida, 1982. Coautor.
- Política y Poder en Yucatán; Academia Yucatanense/CIIH UNAM. Mérida, 1986. Coautor.
- Yucatán, Textos de su Historia; 3 vols, Instituto Dr. José María Luis Mora/SEP. México, 1986. Coautor y Editor responsable.
- Cárdenas y el Reparto de los Henequenales; Fondo Editorial de Yucatán. Mérida, 1987. Coautor.[14]
- Yucatán, del Porfiriato al Socialismo; Fondo Editorial de Yucatán. Mérida, 1987.
- Yucatán, Una Historia Compartida; Instituto de Investigaciones Dr. José María Luis Mora/SEP. México, 1988. Coautor: Antonio Betancourt Pérez.
- Yucatán de cara al Siglo XXI; 2 vols.; Academia Yucatanense. Mérida, 1994. Coautor y Coeditor.
- Las Concertacesiones en Yucatán; Centro de Estudios sobre la Democracia. Mérida, 1994.
- La Modernización de México. De la A (Aguascalientes) a la Z (Zacatecas); CIIH UNAM. México, 1995. Coautor.
- México después del PRI; Fundación Colosio-Yucatán A.C./Editorial Nuestra América. Mérida,1997.
- La Plutocracia en Yucatán; Fundación Colosio/Yucatán A.C. Mérida, 2000 y 2003.

Tomo I: El PAN, Instrumento Electoral.
Tomo II: El Diario de Yucatán, Ariete Político.
Tomo III: La Casta divina: de Porfirio Díaz a Vicente Fox. (noviembre de 2003).
- Nassar Haro: La Guerra Sucia en Yucatán; Compañía Editorial de la Península S.A.; Mérida, 2004.
- La Casta Divina, por dentro y por fuera. Co ed. Dulce María Sauri, Editorial DANTE, Mérida, Yucatán, México, 2018. ISBN: 978-607-709-206-3
- La Revolución en Yucatán (1897- 1925) La Historia negada, Editorial DANTE, Mérida, Yucatán, México, 2018. ISBN: 978-607-709-207-0
- Serapio Rendón, dos veces mártir, 2021, Editorial de la Cámara de Diputados de México, ISBN: 978-607-8261-73-6.
- El fusilamiento de Felipe Carrillo Puerto, Gobernador de Yucatán (hace) 100 años. Colaboradores:Cabrera Ruíz, Lourdes Maribel (Director del equipo editorial) Gorostieta Monjaraz, Cecilia - México (Diseñador), 2024. Editorial: Secretaría de la Cultura y las Artes de Yucatán. ISBN:978-607-8515-80-6 [15]
- Los mayas ausentes, 2025, Kookay ediciones, Mérida, Yucatán, México. ISBN:978-607-26-1404-8 [16]